# Алпатова
Алпатова (балка Алпатова, Плотина) — река в России, течёт по территории Тарасовского и Каменского районов Ростовской области. Устье реки находится на высоте 46 м над уровнем моря, в 13 км по левому берегу реки Митякинка. Длина реки составляет 20 км. Площадь водосборного бассейна — 95,6 км².

## Данные водного реестра
По данным государственного водного реестра России относится к Донскому бассейновому округу, водохозяйственный участок реки — Северский Донец от границы РФ с Украиной до впадения реки Калитва, речной подбассейн реки — Северский Донец (российская часть бассейна). Речной бассейн реки — Дон (российская часть бассейна).
Код объекта в государственном водном реестре — 05010400512107000013686.